# Emre Yavuz
Emre Yavuz, né le 10 janvier 1996, est un coureur cycliste turc. Il participe à des compétitions sur route et en VTT .

## Biographie
Emre Yavuz commence à se consacrer au vélo en 2014, alors qu'il est âgé de dix-huit ans. Dans un premier temps, il participe à des randonnées en forêt avec des amis. Il se lance ensuite dans la compétition avec succès, puisqu'il termine troisième du championnat de Turquie junior de VTT dès sa première saison. En plus du cyclisme, il a suivi des études de sport à l'université Süleyman Demirel,. 
Entre 2016 et 2018, il devient champion national de cross-country chez les espoirs (moins de 23 ans). Il remporte également à deux reprises le titre au niveau élite. En 2019, il participe à davantage de courses sur route, sans toutefois délaisser le VTT. Durant cette saison, il se classe notamment onzième du Tour de la mer Noire. 
En 2020, il intègre l'équipe continentale Salcano Sakarya BB. Avec cette formation, il se distingue en remportant une épreuve inscrite au calendrier de l'UCI à Belek. Il termine aussi deuxième du contre-la-montre et troisième de la course en ligne aux championnats de Turquie. L'année suivante, il obtient pour meilleur résultat une cinquième place au championnat national sur route. Il revient ensuite à sa discipline de prédilection : le VTT. Toujours performant, il décroche de nouveaux titres de champion de Turquie entre 2022 et 2025. 

## Palmarès sur route

### Par année
- 2020
  - GP Belek
  - 2e du championnat de Turquie du contre-la-montre
  - 3e du championnat de Turquie sur route

### Classements mondiaux
| Année                                 | 2020 | 2021  |
| ------------------------------------- | ---- | ----- |
| Classement mondial                    | 421e | 1819e |
| UCI Europe Tour                       | 345e | 1250e |
|                                       |      |       |
| Légende : nc = non classéSource : UCI |      |       |

## Palmarès en VTT

### Championnats nationaux
| - 2014 - 3e du championnat de Turquie de cross-country juniors - 2016 - Champion de Turquie de cross-country espoirs - 2017 - Champion de Turquie de cross-country - Champion de Turquie de cross-country espoirs - 2018 - Champion de Turquie de cross-country - Champion de Turquie de cross-country espoirs - 2019 - 2e du championnat de Turquie de cross-country marathon | - 2022 - Champion de Turquie de cross-country - 2023 - Champion de Turquie de cross-country - 2024 - Champion de Turquie de cross-country - Champion de Turquie de cross-country short track - 2e du championnat de Turquie de cross-country eliminator - 2025 - Champion de Turquie de cross-country - Champion de Turquie de cross-country short track - Champion de Turquie de cross-country eliminator |  |